# Dom Brummera
Dom Brummera (fin. Brummerin talo) – zabytkowy dom w stolicy Finlandii, Helsinkach. Jeden z najstarszych murowanych domów mieszkalnych w tym mieście.

## Położenie
Dom Remandera znajduje się w dzielnicy Kruununhaka, pod adresem Aleksanterinkatu 14. Stoi pomiędzy nieco starszymi budynkami: domem Baldera (po lewej, Aleksanterinkatu 12) i domem Remandera (po prawej, Aleksanterinkatu 16), w pobliżu narożnika Placu Senackiego.

## Historia
Zbudowany został w 1823 r. dla kapitana Kåhlmana według planów Jeana Wika (1804–1876), później cenionego fińskiego architekta, autora projektów m.in. szeregu kościołów. Współwłaściciel terenu, H. J. Falkman, umieścił na tej posesji gorzelnię. Po kilku zmianach właścicieli kolejny z nich, radca J.V. Brummer, polecił w 1887 r. dobudować piętro. Również na jego zlecenie Theodor Höijer (1843–1910), bodaj najbardziej wpływowy fiński architekt końca XIX w., zaprojektował wzniesioną w głębi parceli użytkową oficynę.
W budynku kwitło życie towarzyskie i kulturalne. M. in. zbierali się tu członkowie ”Towarzystwa Sobotniego” (fin. Lauantaiseura), którzy w 1831 r. powołali do życia Towarzystwo Literatury Fińskiej (fin. Suomalaisen Kirjallisuuden Seura). W 1919 r., po wojnie domowej, mieszkał tu przez pewien czas generał Carl Gustaf Mannerheim. W 1959 r. budynek został odkupiony przez miasto. W latach 1961–1962 wyremontowany z przeznaczeniem na rezydencję mera Helsinek.

## Architektura
Budynek murowany, piętrowy. Kondygnacja parteru wyraźnie niższa od dobudowanej później kondygnacji piętra. Obie kondygnacje zwieńczone skromnymi fryzami. Fasada siedmioosiowa, z wejściem na osi środkowej i sienią przejazdową w lewej osi skrajnej. Okna parteru wyposażone w charakterystyczne okiennice. Na piętrze nad oknami drugiej, czwartej i szóstej osi proste gzymsy podparte konsolkami.